# Toni Bartl
Toni Bartl (* 11. Januar 1971 in Garmisch-Partenkirchen) ist ein deutscher Produzent, Musiker, Komponist, Erfinder und Filmemacher.

## Leben
Toni Bartl ist in Graseck (Partenkirchen) auf einem Bergbauernhof mit Almwirtschaft aufgewachsen. Sein Vater Anton Bartl (1935–2019) war ein weit über die Grenzen Bayerns bekannter Volksmusikant („d’Hannesla“, gemeinsam mit seinem Bruder Josef († 2009)). Von Toni Bartl sen. lernte Bartl jun. sein erstes Instrument, die Steirische Harmonika (diatonisches Akkordeon).
Von 2016 bis 2017 errichtete Toni Bartl in Graseck anstelle seines Elternhauses die Kaiserschmarrn-Alm, erbaut nach historischen Vorbildern aus Altholz und Bruchstein.

## Wirken
Bereits als Zehnjähriger machte Bartl seine ersten musikalischen Gehversuche auf dem diatonischen Akkordeon. Richtig intensiv beschäftigte er sich mit diesem Instrument aber erst seit dem 17. Lebensjahr, um bereits drei Jahre später seinen ersten Tonträger einzuspielen. 1996 wurde er Weltmeister auf der Diatonischen Harmonika.
1999 zeigte Bartl mit einer gewonnenen Baggerwette bei der Fernsehshow Wetten, dass..?, wie man mit einem 20-Tonnen-Bagger ein Mini-Akkordeon spielen kann.
Zeitgleich arbeitete er an seinem ersten Bühnenprogramm „Bairischer Sperrmüll“, in dem einzigartige Instrumentenkreationen aus Alltagsgegenständen zum Einsatz kamen. Bis 2006 tourte er mit diesem im Duo mit Toni Grasegger († 2010) durch den deutschsprachigen Raum.
2003 und 2004 entstanden die Kurzprogramme „Auto di Takt“ und „Alpen Sperrmüll“, für die Bartl Autoteile bzw. Dinge des täglichen Lebens zu ungewöhnlichen Musikinstrumenten umfunktioniert hat. Die Nachfrage nach beiden Programmen ist bis heute ungebrochen (Toni Bartl/Daniel Neuner, Andy Asang/Thomas Gugger).
Die größten Produktionen von Bartl sind bislang die preisgekrönten Shows „Yellow Hands“ und „Recyklang“ sowie „Alpin Drums – Die Trommelsensation der Alpen“.
Von 2014 bis 2018 stand Toni Bartl zusammen mit Daniel Neuner und Juri Lex mit dem von ihm inszenierten Programm „Knedl & Kraut – Lachlederne Wirtshausmusi“ auf der Bühne. Seit 2018 tourt das neue Knedl & Kraut-Programm „Bayerische Weltreise“.
2017 entstand unter Bartls Regie eine neue Show der Alpin Drums mit dem Titel „Der Berg groovt!“ (Hans Mühlegg/Bodo Matzkeit/Jörg Regenbogen/Raimund Bierling). 2019 hatte das Programm „Luggi & Guggi – Durch Dick und Dünn“ mit Daniel Neuner und Thomas Gugger, aus der Feder und unter der Regie von Toni Bartl, Premiere.
Während der COVID-19-Pandemie setzte sich Bartl auf seinen Social-Media-Kanälen kritisch mit der Corona-Politik auseinander. Es wurde ihm diesbezüglich die Verbreitung von Verschwörungsideologien rund um die Virusinfektion unterstellt.

## Produktionen
- Bairischer Sperrmüll, Bühnenprogramm, 2001
- Auto di Takt, Kurzprogramm, 2003
- Alpen Sperrmüll, Kurzprogramm, 2004
- Yellow Hands, Bühnenprogramm, 2005
- Recyklang, Bühnenprogramm, 2007
- Skidipp, Kurzprogramm, 2010
- Scrap – Wertstofforchester, Bühnenprogramm, 2011
- Knedl & Kraut: Musikprogramm, 2011
- Alpin Drums: Bühnenprogramm, 2011
- Alpin Chicks: Kurzprogramm, 2013
- Knedl & Kraut: Wirtshauskabarett, 2014
- The Trashman: Walking Act, 2016
- Alpin Drums: Der Berg groovt, 2017
- Knedl & Kraut: Bayerische Weltreise, 2018
- Luggi & Guggi: Durch Dick und Dünn, 2019

## Veröffentlichungen

### Diskografie
- Diatonische Harmonika Nr. 1, CD 1990
- Diatonische Harmonika Nr. 2, CD 1993
- Diatonische Harmonika Nr. 3, CD 1995
- DiaTonisch, CD 1997
- Hannesla & Freunde, CD 2001
- RecyKlang, DVD 2003
- s’best of Hannesla, CD 2004
- Yellow Hands, CD 2006
- Yellow Hands, DVD 2010
- Trio Hannesla, Alpinfolk CD 2011
- Knedl & Kraut – Lachlederne Wirtshausmusi, CD 2015

### Sachbücher
- Es klingt! – Die verrücktesten Instrumente der Welt und ihre Geschichte
- Ton(i)(B)art(l) – 90 einzigartige Instrumente

### Dokumentarfilme
- Hannesla – Toni Bartl Sen. – eine Werdenfelser Legende, 2012
- Andreas Baumann – ein Leben für das Brauchtum, 2014
- Schweizer Bartl – Bartholomäus Erhardt – Der bayerische Düsentrieb, 2015
- Hannesla – Toni Bartl Sen. – erzählt..., 2020

### Patente
- Untertisch-Schraubzwinge – Patent Nr. 10 2014 006 355.0
- Hebelspannstock – Patent Nr. 10 2015 112 545.5

## Auszeichnungen
- Tollwood München, Jury- und Publikumspreis 2003
- Kleines Scharfrichterbeil Passau 2003
- Fringe Festival Edinburgh, 4,5 Sterne 2007
- St. Ingberter Pfanne, Publikumspreis 2008
- 9. Internationaler Showpreis, 1. Platz 2009
- INTHEGA, 1. Preis Crossover 2009/2010